# Agustina Barroso
Agustina Barroso Basualdo (20 de mayo de 1993, Tandil, Buenos Aires, Argentina) es una futbolista argentina que juega como defensora central en el UDG Tenerife de la Primera División Femenina de España. También es internacional con la Selección Argentina.

## Biografía
Comenzó a jugar al fútbol desde los 5 años en el club de su ciudad, Tandil, en el que también practicaba básquet, deporte en el que compitió exclusivamente entre los 14 y los 16 años. Luego de competir 2 años, dejó el básquet y se decidió por el fútbol en un momento de indecisión y gracias al llamado de la Selección, que la habían visto jugar en los Juegos Bonaerenses y la querían convocar. Si volviera el tiempo atrás, elegiría el camino del básquet porque le encanta.
En 2008 decidió abocarse al fútbol y tras ser convocada a la selección sub-17, fue fichada por UAI Urquiza.

## Trayectoria
Con UAI Urquiza jugó el torneo femenino de AFA entre 2011 y 2015 y la Copa Libertadores en 2015.
Durante el torneo continental fue contactada por el club Ferroviaria e inició su carrera internacional. Jugó en Brasil un año y fue fichada por el Fylde Ladies, de Inglaterra.
En 2017 retornó a Brasil para jugar en Osasco Audax y Corinthians, hasta que en 2018 fue contratada por el Madrid CFF. A partir de 2020 es parte del equipo de fútbol brasileño, Palmeiras.
El 17 de enero de 2023 se hace oficial su llegada a Clube de Regatas do Flamengo del Brasileirão Femenino.
El 7 de julio del 2023 ficha por el UDG Tenerife de la Primera División Femenina de España luego de su breve paso por el Clube de Regatas do Flamengo.

## Selección nacional
A los 16 años inició su carrera con la selección argentina. En 2009 fue convocada a la selección sub-17, y a los 19 años llegó a la selección sub-20, con la que disputó la Copa Mundial Femenina de Fútbol Sub-20 de Japón, en 2012.
Con la selección absoluta disputó la Copa América 2014, en Ecuador y obtuvo la medalla de bronce en la Copa América 2018 en Chile. Formó parte del plantel campeón de los Juegos Sudamericanos 2014.
En 2017 se consolidó como titular en la zaga central, e integró el equipo que clasificó a la Copa Mundial Femenina 2019. Tuvo su debut mundialista en el partido inaugural ante Japón, donde jugó todo el partido y consiguió el primer punto en la historia de los mundiales para la selección femenina de Argentina, al igualar 0-0.

### Participaciones en Copas del Mundo
| Torneo               | Sede    | Resultado    | Partidos | Goles | Asistencias |
| -------------------- | ------- | ------------ | -------- | ----- | ----------- |
| Copa Mundial de 2019 | Francia | Primera fase | 3        | 0     | 0           |

## Estadísticas

### Clubes
| Club         | País       | Año             |
| ------------ | ---------- | --------------- |
| UAI Urquiza  | Argentina  | 2011 - 2015     |
| Ferroviária  | Brasil     | 2016            |
| Fylde Ladies | Inglaterra | 2016 - 2017     |
| Audax        | Brasil     | 2017            |
| Corinthians  | Brasil     | 2017            |
| Ferroviária  | Brasil     | 2018            |
| Audax        | Brasil     | 2018            |
| Madrid CFF   | España     | 2018 - 2019     |
| UAI Urquiza  | Argentina  | 2019            |
| Palmeiras    | Brasil     | 2020 - 2023     |
| Flamengo     | Brasil     | 2023            |
| UDG Tenerife | España     | 2023 - presente |

## Estadísticas
| Selección | Año   | Amistoso | Amistoso | Copa América | Copa América | Repechaje | Repechaje | Mundial | Mundial | Juegos Panamericanos | Juegos Panamericanos | Juegos Suramericanos | Juegos Suramericanos | Total | Total |
| Selección | Año   | PJ       | G        | PJ           | G            | PJ        | G         | PJ      | G       | PJ                   | G                    | PJ                   | G                    | PJ    | G     |
| --------- | ----- | -------- | -------- | ------------ | ------------ | --------- | --------- | ------- | ------- | -------------------- | -------------------- | -------------------- | -------------------- | ----- | ----- |
| Argentina |       |          |          |              |              |           |           |         |         |                      |                      |                      |                      |       |       |
| 2011      | 1     | 0        | 0        | 0            | 0            | 0         | 0         | 0       | 3       | 0                    | 0                    | 0                    | 4                    | 0     |       |
| 2014      | 4     | 0        | 7        | 0            | 0            | 0         | 0         | 0       | 0       | 0                    | 4                    | 0                    | 15                   | 0     |       |
| 2015      | 0     | 0        | 0        | 0            | 0            | 0         | 0         | 0       | 3       | 0                    | 0                    | 0                    | 3                    | 0     |       |
| 2017      | 1     | 0        | 0        | 0            | 0            | 0         | 0         | 0       | 0       | 0                    | 0                    | 0                    | 1                    | 0     |       |
| 2018      | 1     | 0        | 7        | 0            | 2            | 0         | 0         | 0       | 0       | 0                    | 0                    | 0                    | 10                   | 0     |       |
| 2019      | 9     | 0        | 0        | 0            | 0            | 0         | 3         | 0       | 5       | 1                    | 0                    | 0                    | 17                   | 1     |       |
| 2021      | 6     | 0        | 0        | 0            | 0            | 0         | 0         | 0       | 0       | 0                    | 0                    | 0                    | 6                    | 0     |       |
| 2022      | 2     | 0        | 5        | 0            | 0            | 0         | 0         | 0       | 0       | 0                    | 0                    | 0                    | 7                    | 0     |       |
| Total     | Total | 25       | 0        | 19           | 0            | 2         | 0         | 3       | 0       | 11                   | 1                    | 4                    | 0                    | 63    | 1     |

## Palmarés

### Títulos nacionales
| Título              | Club        | País      | Año  |
| ------------------- | ----------- | --------- | ---- |
| Campeonato Femenino | UAI Urquiza | Argentina | 2012 |
| Campeonato Femenino | UAI Urquiza | Argentina | 2014 |

### Títulos internacionales
| Título               | Equipo      | País     | Año  |
| -------------------- | ----------- | -------- | ---- |
| Juegos Suramericanos | Argentina   | Chile    | 2014 |
| Copa Libertadores    | Corinthians | Paraguay | 2017 |

### Distinciones individuales
| Distinción                        | Año  |
| --------------------------------- | ---- |
| Once Ideal del Torneo             | 2021 |
| Mejor Once de la Conmebol (IFFHS) | 2022 |